# 72e Golden Globe Awards
De 72e Golden Globe Awards, waarbij prijzen werden uitgereikt in verschillende categorieën voor de beste films en televisieprogramma's van 2014, vonden plaats op 11 januari 2015 in het Beverly Hilton Hotel in Beverly Hills. De ceremonie werd voor de derde keer gepresenteerd door Tina Fey en Amy Poehler. De nominaties werden bekendgemaakt op 11 december 2014 door Kate Beckinsale, Peter Krause, Paula Patton en Jeremy Piven.

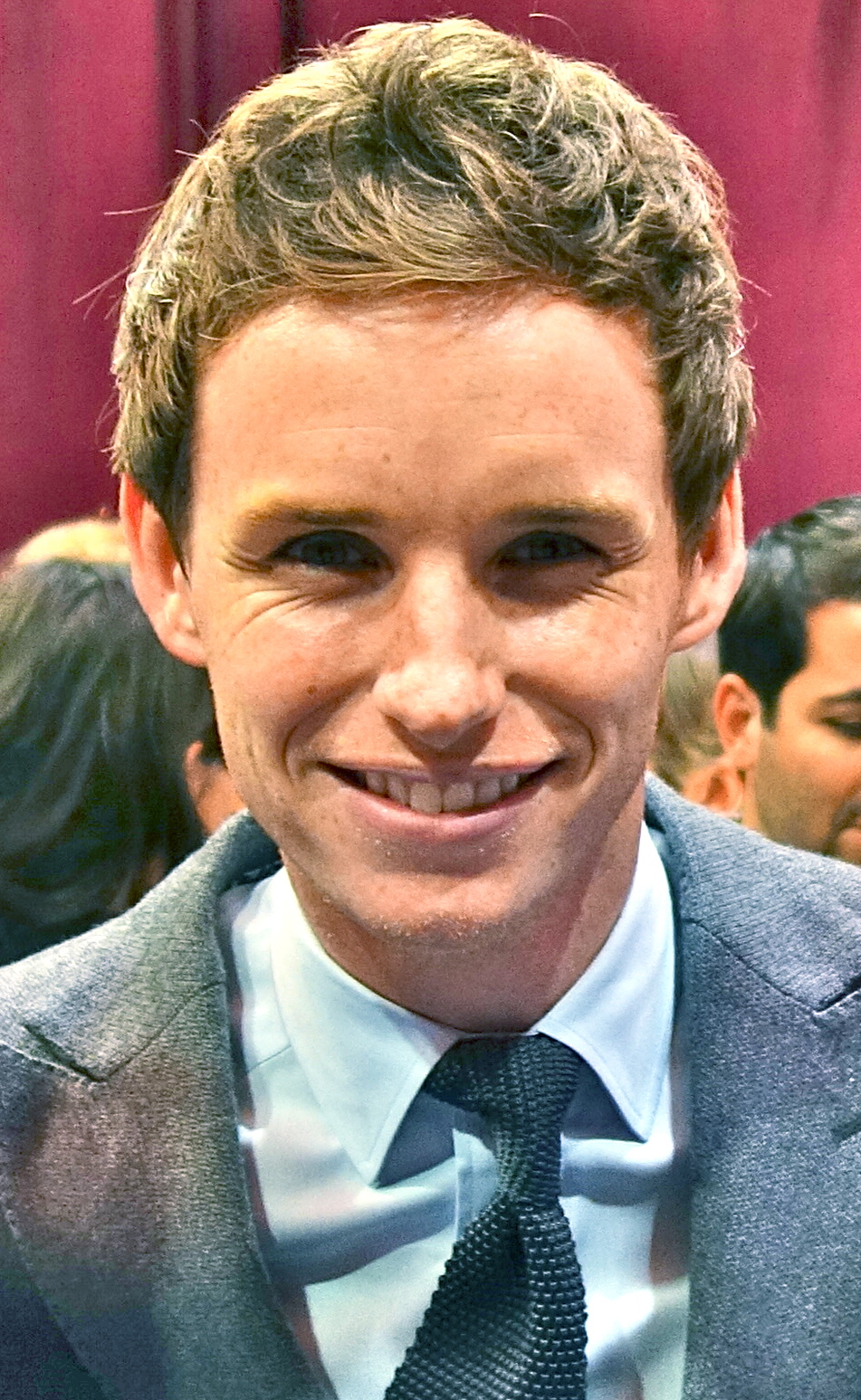
Eddie Redmayne, beste acteur in een dramafilm

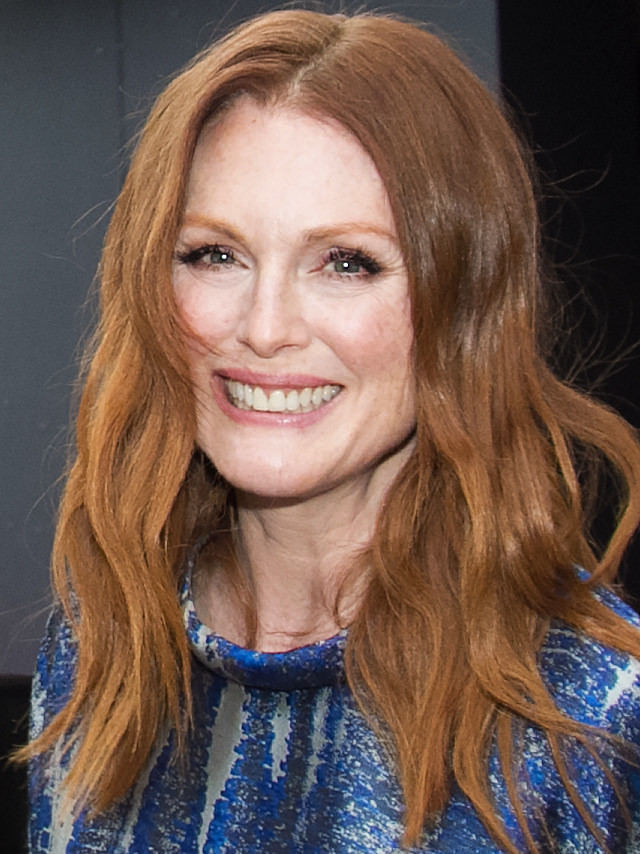
Julianne Moore, beste actrice in een dramafilm

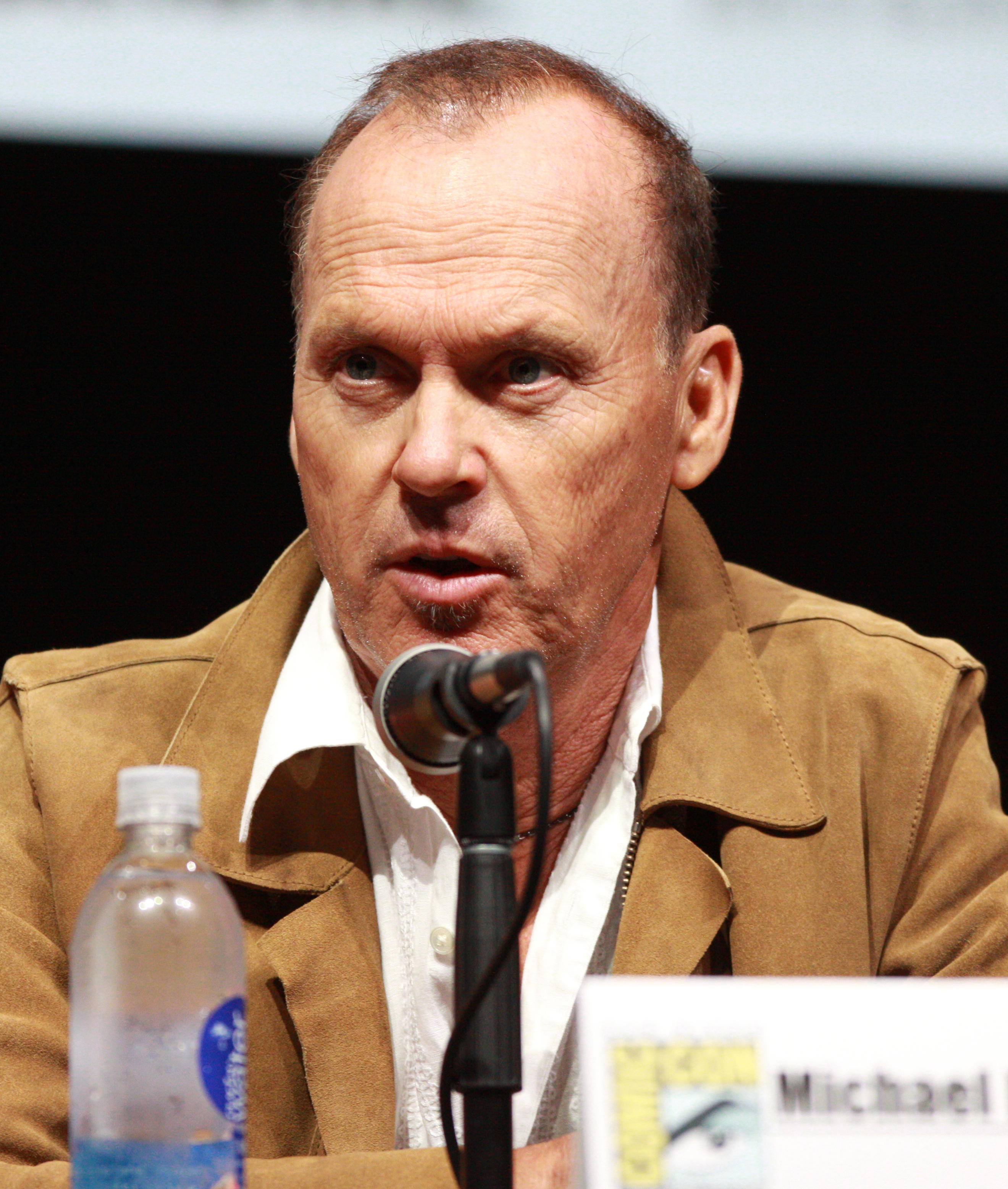
Michael Keaton, beste acteur in een komische of muzikale film

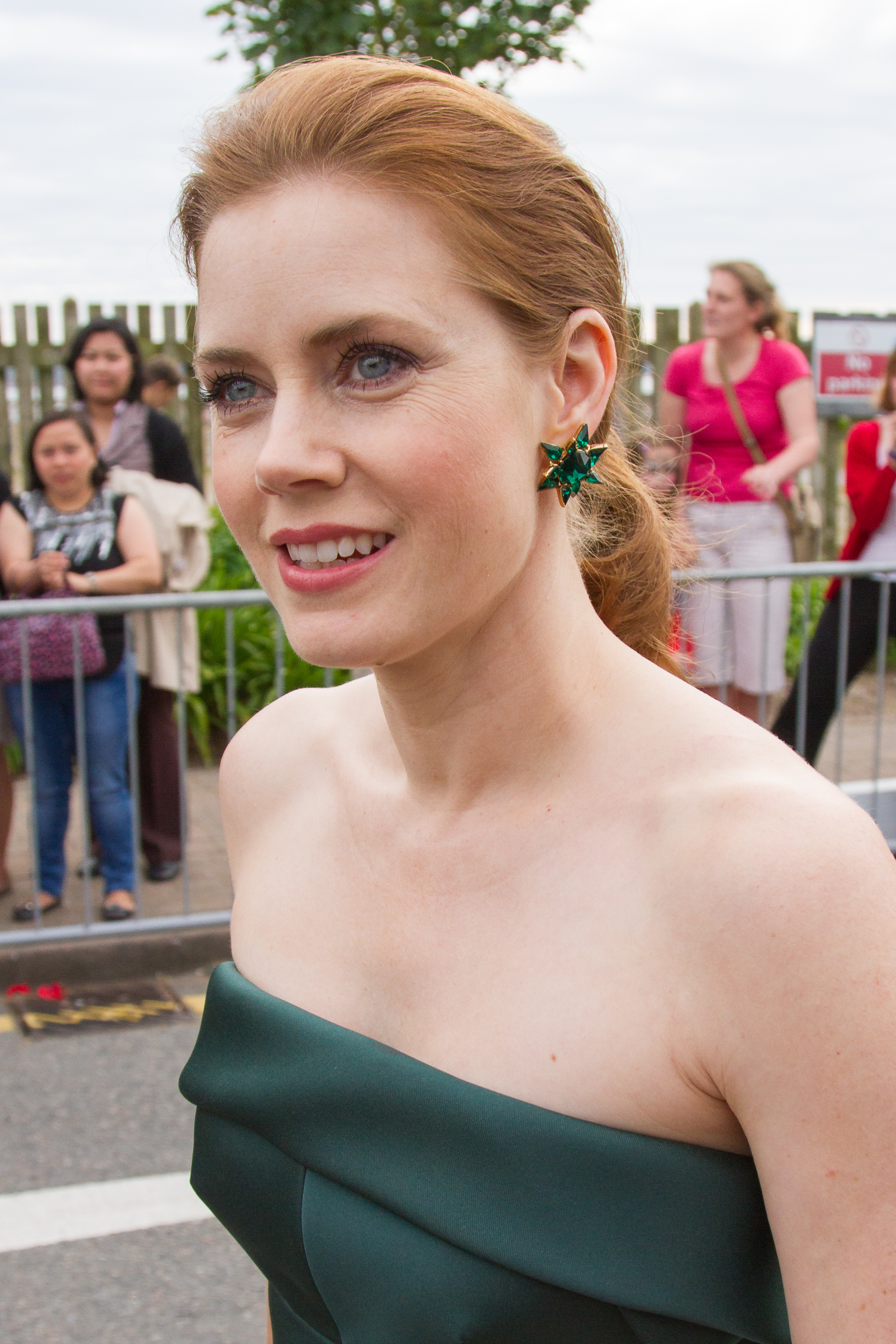
Amy Adams, beste actrice in een komische of muzikale film

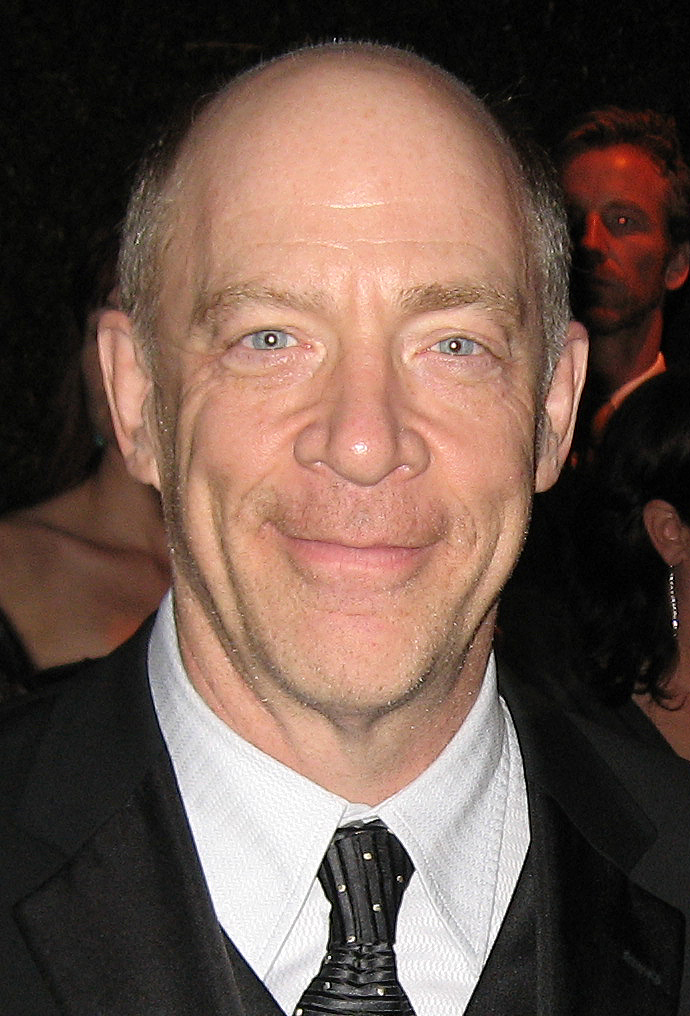
J.K. Simmons, beste mannelijke bijrol in een film

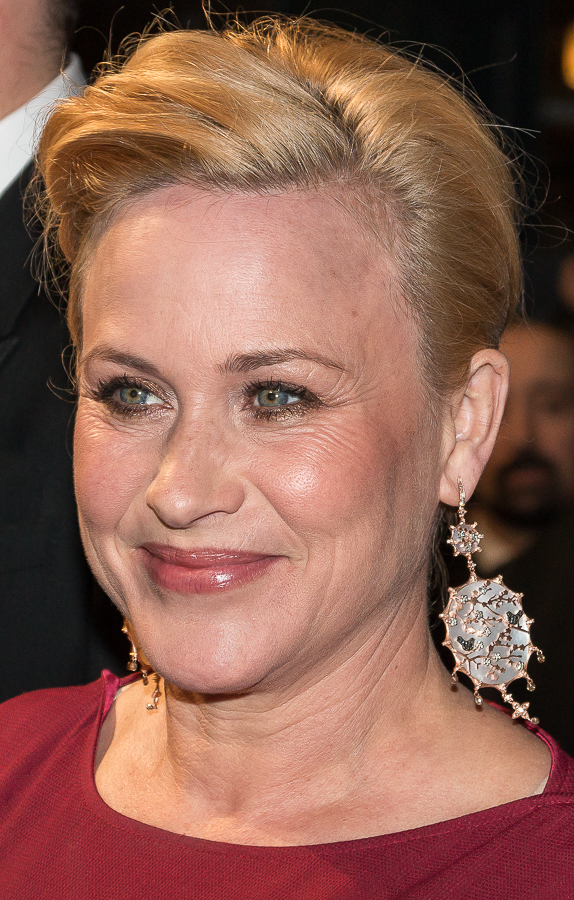
Patricia Arquette, beste vrouwelijke bijrol in een film

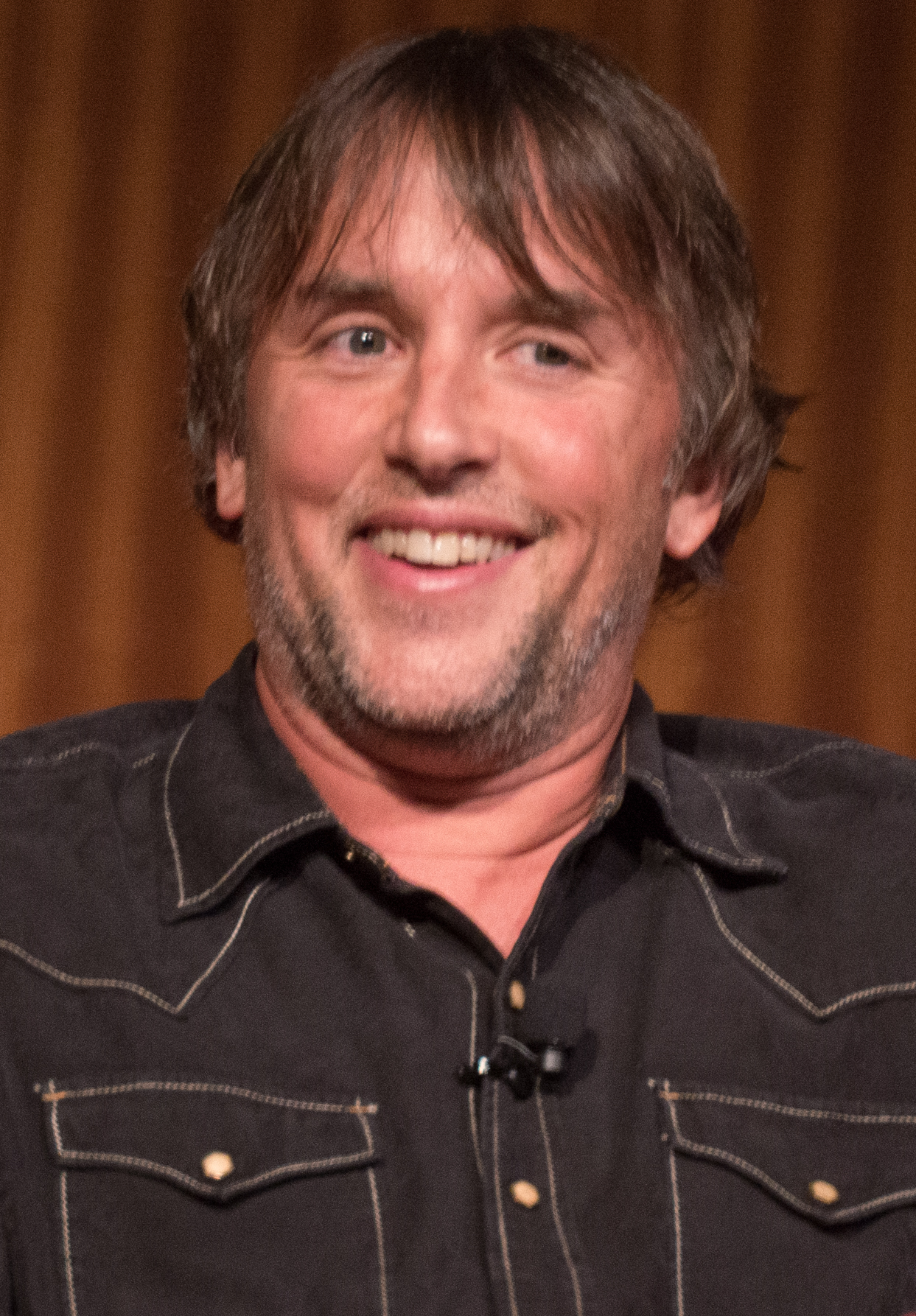
Richard Linklater, beste regisseur

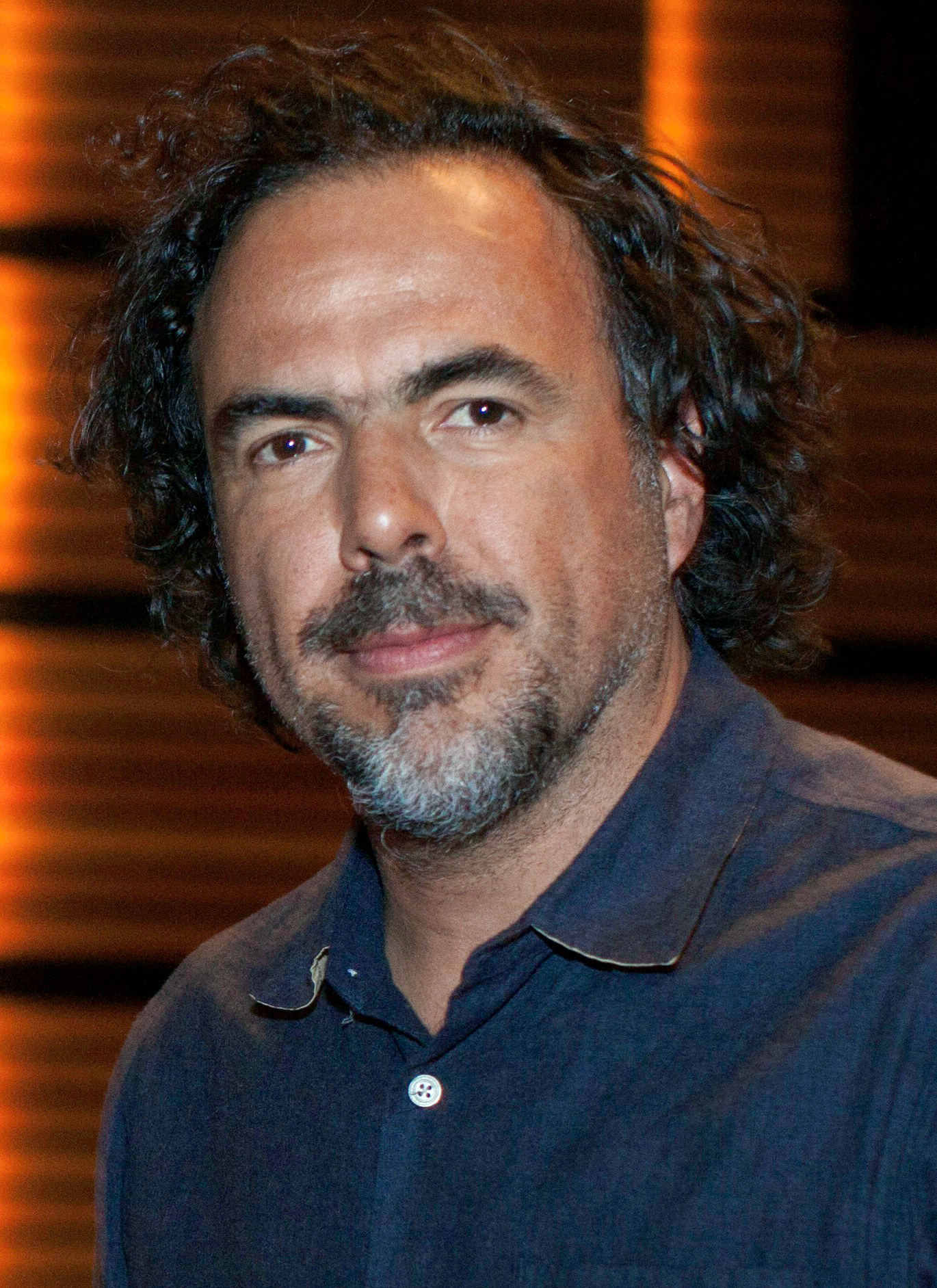
Alejandro González Iñárritu, beste script

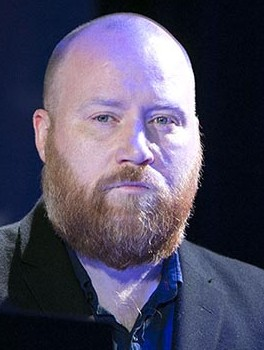
Jóhann Jóhannsson, beste originele muziek

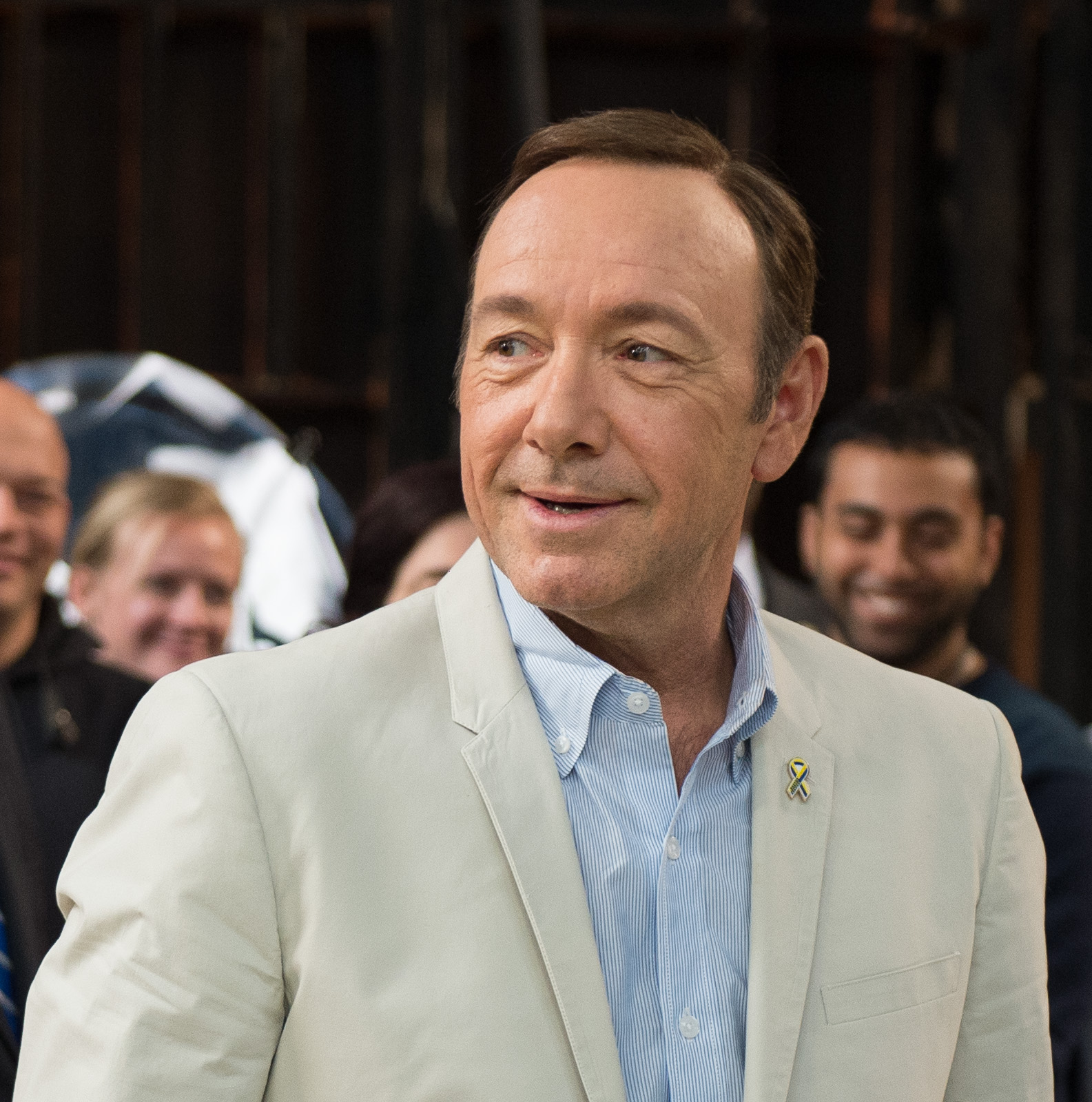
Kevin Spacey, beste acteur in een dramaserie

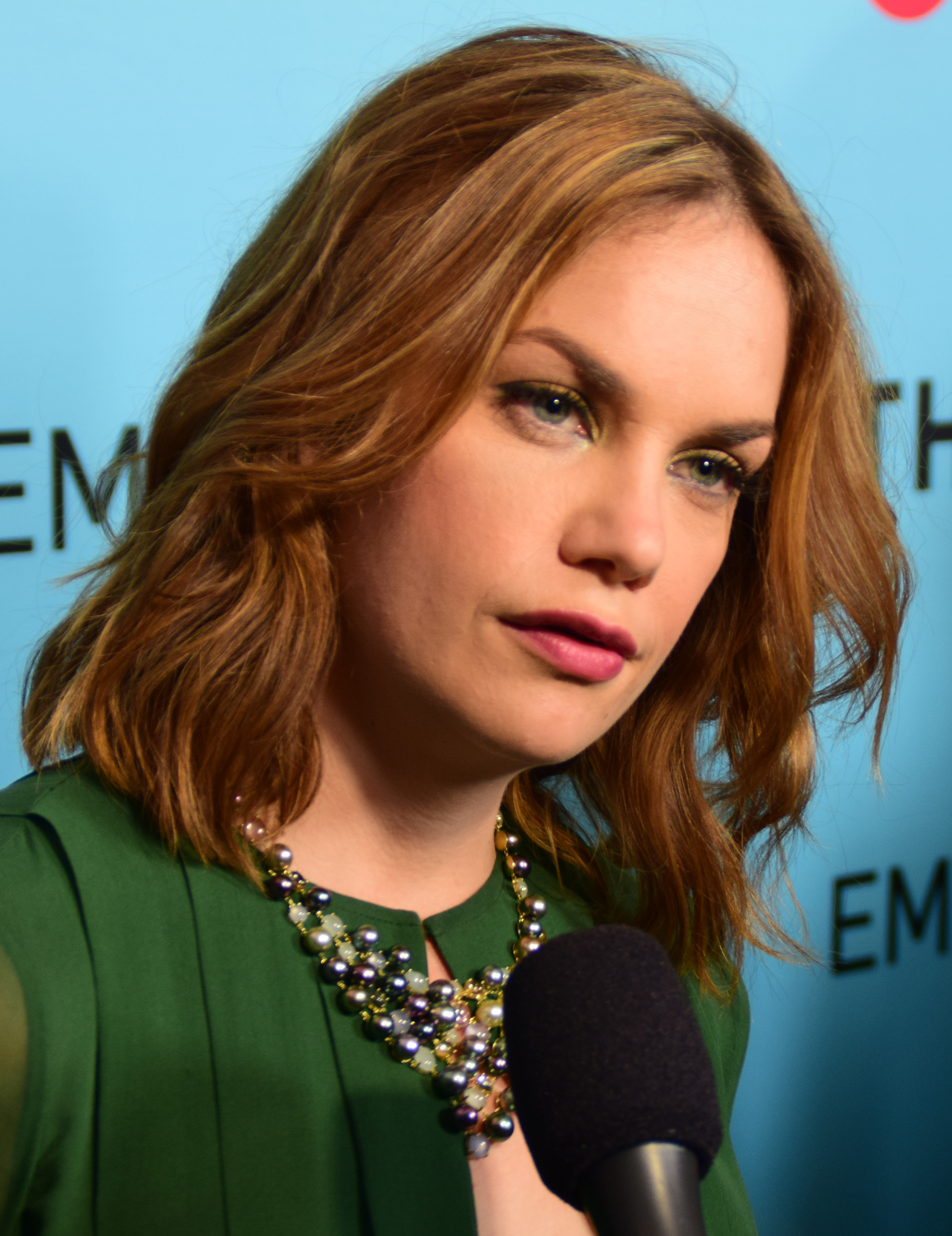
Ruth Wilson, beste actrice in een dramaserie

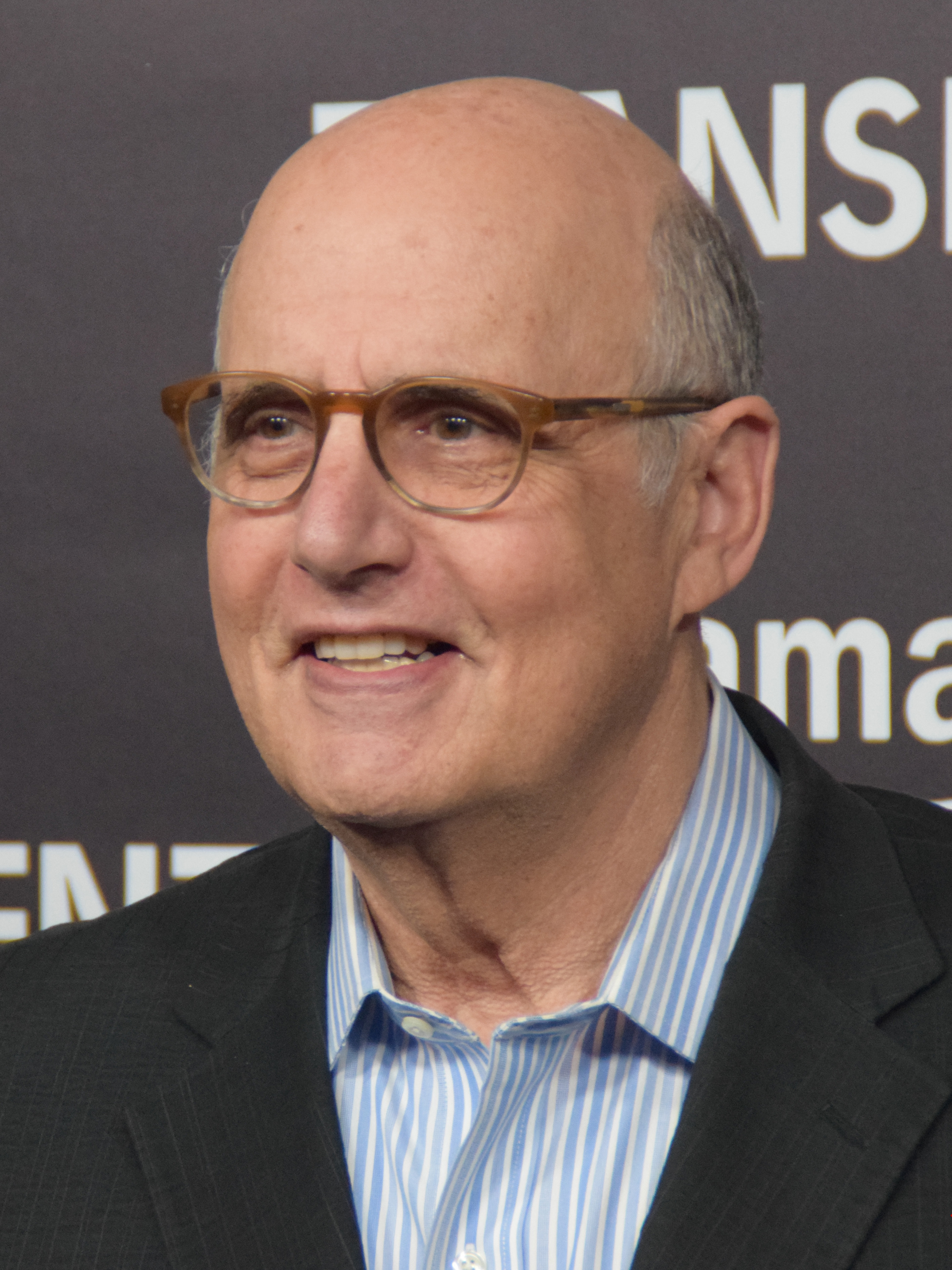
Jeffrey Tambor, beste acteur in een komische of muzikale serie

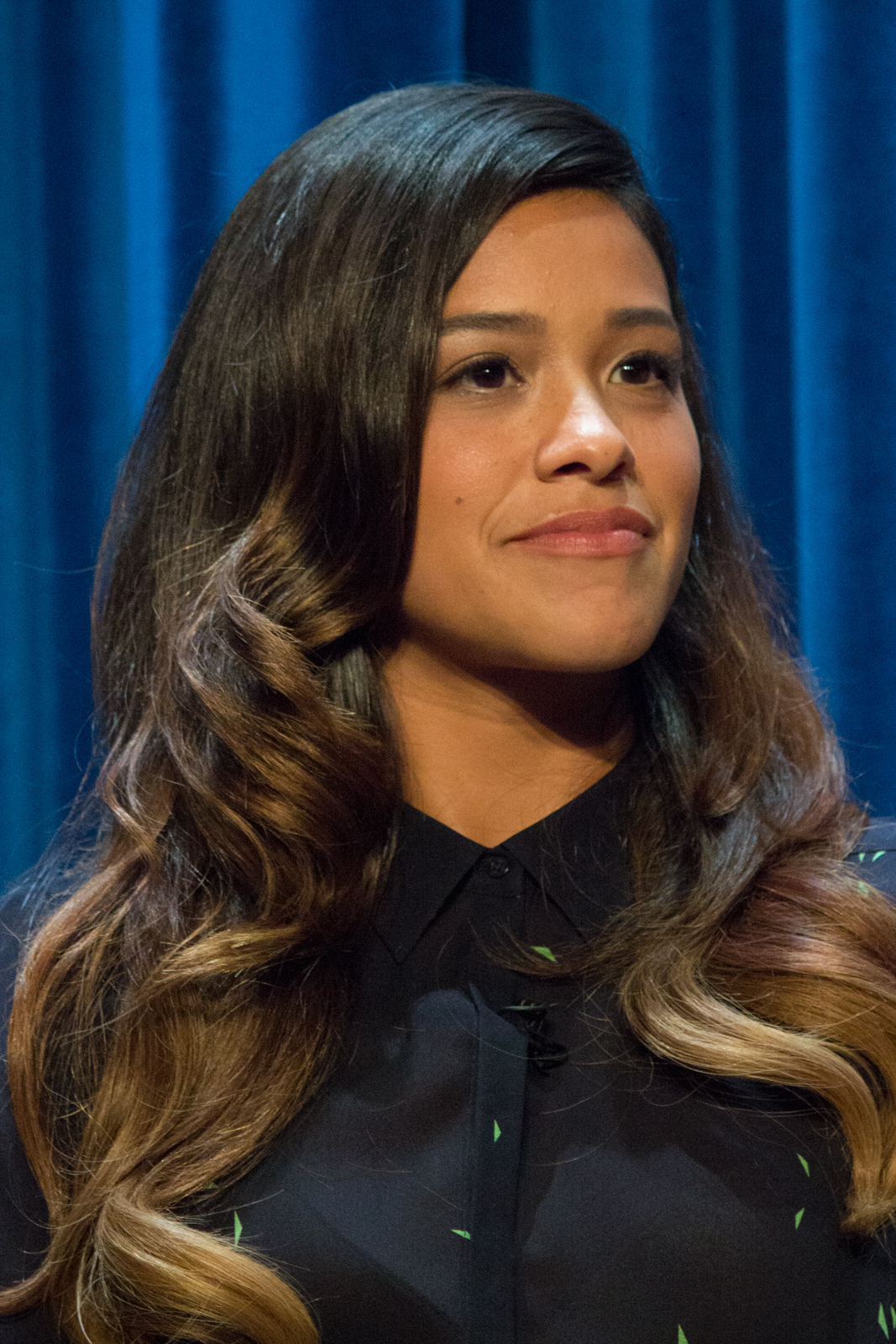
Gina Rodriguez, beste actrice in een komische of muzikale serie

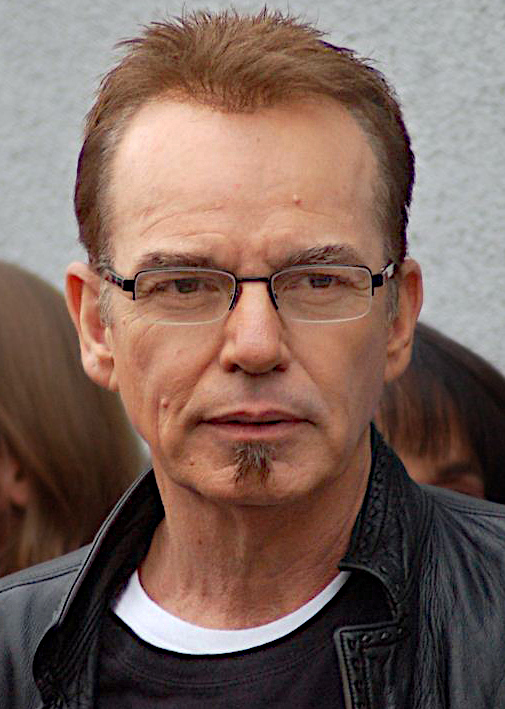
Billy Bob Thornton, beste acteur in een miniserie of televisiefilm

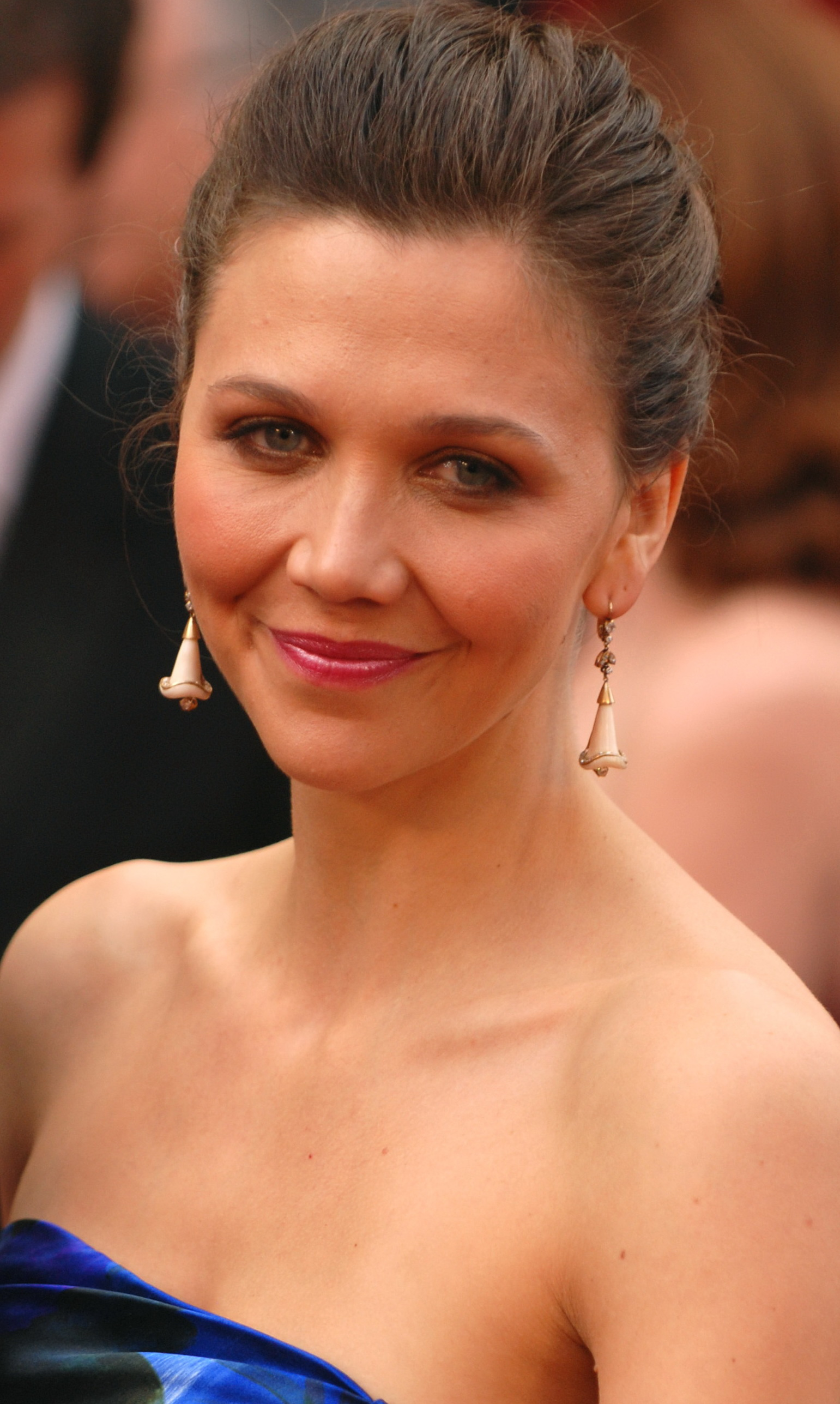
Maggie Gyllenhaal, beste actrice in een miniserie of televisiefilm

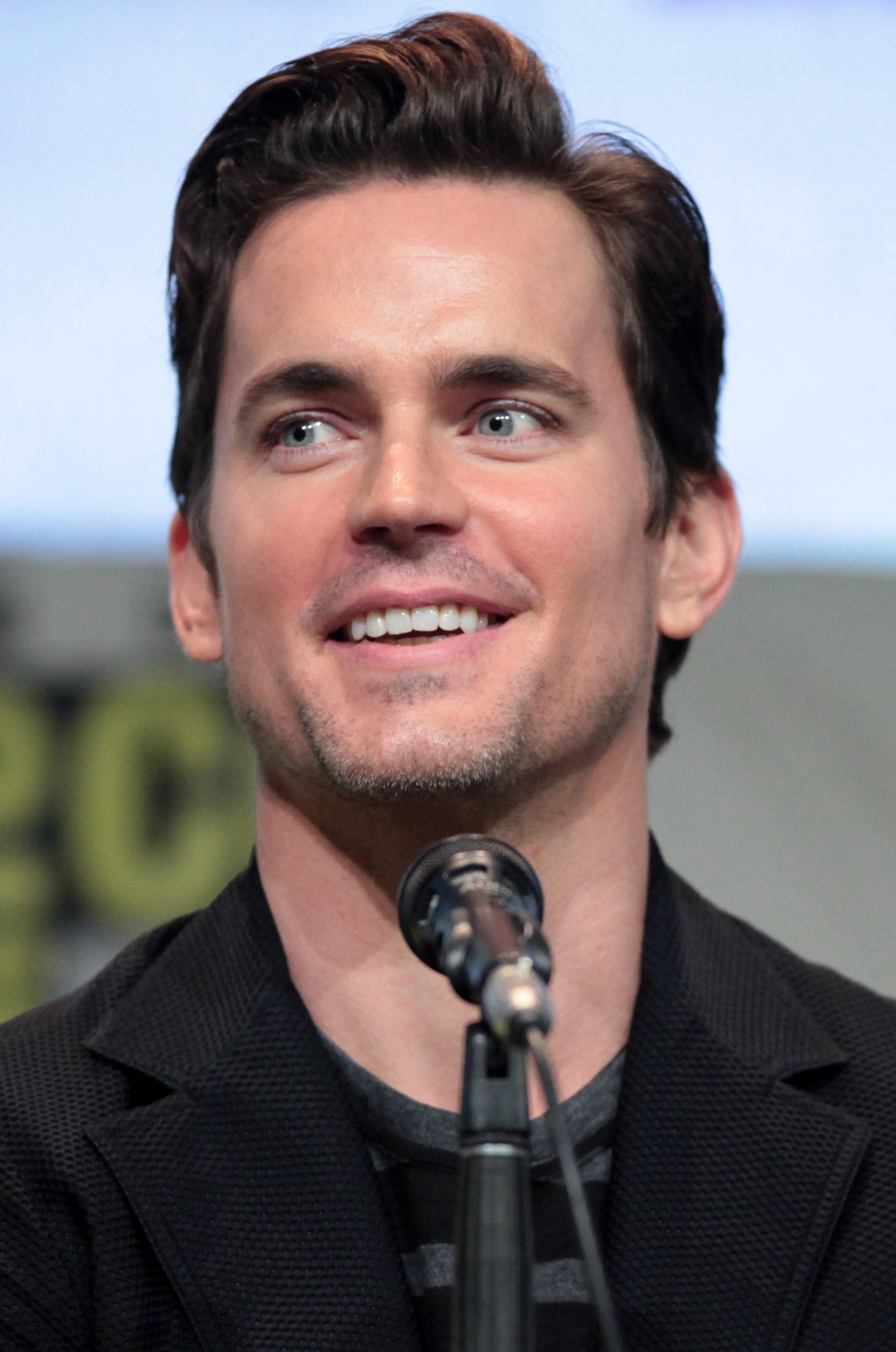
Matt Bomer, beste mannelijke bijrol in een televisieserie, miniserie of televisiefilm

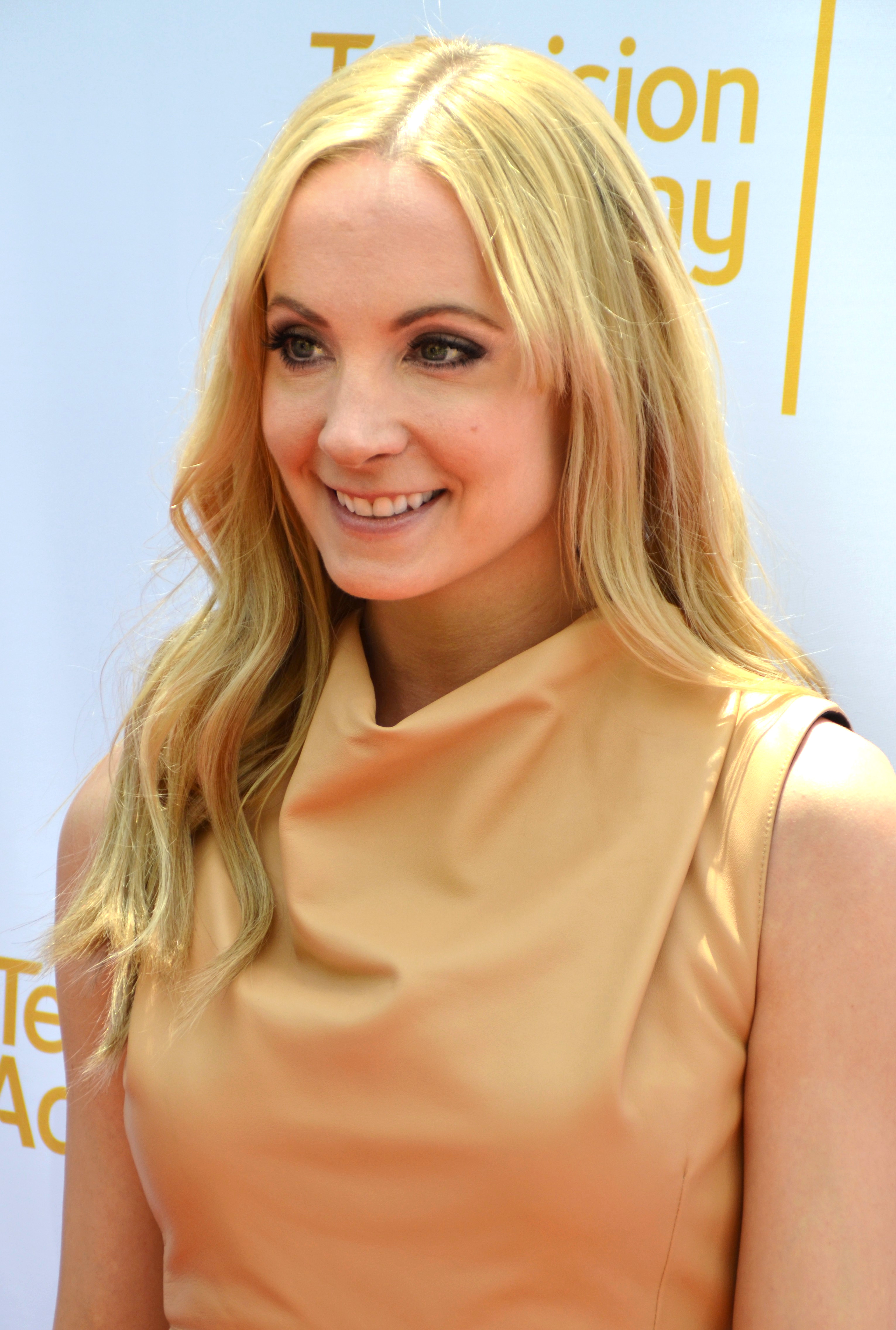
Joanne Froggatt, beste vrouwelijke bijrol in een televisieserie, miniserie of televisiefilm

## Film - winnaars en genomineerden
De winnaars staan bovenaan in vet lettertype.

### Beste dramafilm
- Boyhood
  - Foxcatcher
  - The Imitation Game
  - Selma
  - The Theory of Everything

### Beste komische of muzikale film
- The Grand Budapest Hotel
  - Birdman
  - Into the Woods
  - Pride
  - St. Vincent

### Beste regisseur
- Richard Linklater - Boyhood
  - Wes Anderson - The Grand Budapest Hotel
  - Ava DuVernay - Selma
  - David Fincher - Gone Girl
  - Alejandro González Iñárritu - Birdman

### Beste acteur in een dramafilm
- Eddie Redmayne - The Theory of Everything
  - Steve Carell - Foxcatcher
  - Benedict Cumberbatch - The Imitation Game
  - Jake Gyllenhaal - Nightcrawler
  - David Oyelowo - Selma

### Beste actrice in een dramafilm
- Julianne Moore - Still Alice
  - Jennifer Aniston - Cake
  - Felicity Jones - The Theory of Everything
  - Rosamund Pike - Gone Girl
  - Reese Witherspoon - Wild

### Beste acteur in een komische of muzikale film
- Michael Keaton - Birdman
  - Ralph Fiennes - The Grand Budapest Hotel
  - Bill Murray - St. Vincent
  - Joaquin Phoenix - Inherent Vice
  - Christoph Waltz - Big Eyes

### Beste actrice in een komische of muzikale film
- Amy Adams - Big Eyes
  - Emily Blunt - Into the Woods
  - Helen Mirren - The Hundred-Foot Journey
  - Julianne Moore - Maps to the Stars
  - Quvenzhané Wallis - Annie

### Beste mannelijke bijrol in een film
- J.K. Simmons - Whiplash
  - Robert Duvall - The Judge
  - Ethan Hawke - Boyhood
  - Edward Norton - Birdman
  - Mark Ruffalo - Foxcatcher

### Beste vrouwelijke bijrol in een film
- Patricia Arquette - Boyhood
  - Jessica Chastain - A Most Violent Year
  - Keira Knightley - The Imitation Game
  - Emma Stone - Birdman
  - Meryl Streep - Into the Woods

### Beste script
- Alejandro González Iñárritu, Nicolás Giacobone, Alexander Dinelaris en Armando Bo - Birdman
  - Wes Anderson - The Grand Budapest Hotel
  - Gillian Flynn - Gone Girl
  - Richard Linklater - Boyhood
  - Graham Moore - The Imitation Game

### Beste originele muziek
- Jóhann Jóhannsson - The Theory of Everything
  - Alexandre Desplat - The Imitation Game
  - Trent Reznor en Atticus Ross - Gone Girl
  - Antonio Sánchez - Birdman
  - Hans Zimmer - Interstellar

### Beste originele nummer
- "Glory" uit Selma - John Legend en Common
  - "Big Eyes" uit Big Eyes - Lana Del Rey en Daniel Heath
  - "Mercy Is" uit Noah - Patti Smith en Lenny Kaye
  - "Opportunity" uit Annie - Sia, Will Gluck en Greg Kurstin
  - "Yellow Flicker Beat" uit - The Hunger Games: Mockingjay - Part 1 - Lorde en Joel Little

### Beste niet-Engelstalige film
- Leviathan - Andrej Zvjagintsev, Rusland
  - Force Majeure - Ruben Östlund, Zweden
  - Gett: The Trial of Viviane Amsalem - Ronit Elkabetz en Shlomi Elkabetz, Israël
  - Ida - Paweł Pawlikowski, Polen en Denemarken
  - Tangerines - Zaza Urushadze, Estland

### Beste animatiefilm
- How to Train Your Dragon 2
  - Big Hero 6
  - The Book of Life
  - The Boxtrolls
  - The LEGO Movie

### Cecil B. DeMille Award
- George Clooney

### Films met meerdere nominaties
De volgende films ontvingen meerdere nominaties:
| Nominaties | Film                     | Awards |
| ---------- | ------------------------ | ------ |
| 7          | Birdman                  | 2      |
| 5          | Boyhood                  | 3      |
| 5          | The Imitation Game       |        |
| 4          | Gone Girl                |        |
| 4          | Selma                    | 1      |
| 4          | The Grand Budapest Hotel | 1      |
| 4          | The Theory of Everything | 2      |
| 3          | Big Eyes                 | 1      |
| 3          | Foxcatcher               |        |
| 3          | Into the Woods           |        |
| 2          | Annie                    |        |
| 2          | St. Vincent              |        |

## Televisie - winnaars en genomineerden
De winnaars staan bovenaan in vet lettertype.

### Beste dramaserie
- The Affair
  - Downton Abbey
  - Game of Thrones
  - The Good Wife
  - House of Cards

### Beste komische of muzikale serie
- Transparent
  - Girls
  - Jane the Virgin
  - Orange Is the New Black
  - Silicon Valley

### Beste miniserie of televisiefilm
- Fargo
  - The Missing
  - The Normal Heart
  - Olive Kitteridge
  - True Detective

### Beste acteur in een dramaserie
- Kevin Spacey - House of Cards
  - Clive Owen - The Knick
  - Liev Schreiber - Ray Donovan
  - James Spader - The Blacklist
  - Dominic West - The Affair

### Beste actrice in een dramaserie
- Ruth Wilson - The Affair
  - Claire Danes - Homeland
  - Viola Davis - How to Get Away with Murder
  - Julianna Margulies - The Good Wife
  - Robin Wright - House of Cards

### Beste acteur in een komische of muzikale serie
- Jeffrey Tambor - Transparent
  - Louis C.K. - Louie
  - Don Cheadle - House of Lies
  - Ricky Gervais - Derek
  - William H. Macy - Shameless

### Beste actrice in een komische of muzikale serie
- Gina Rodriguez - Jane the Virgin
  - Lena Dunham - Girls
  - Edie Falco - Nurse Jackie
  - Julia Louis-Dreyfus - Veep
  - Taylor Schilling - Orange Is the New Black

### Beste acteur in een miniserie of televisiefilm
- Billy Bob Thornton - Fargo
  - Martin Freeman - Fargo
  - Woody Harrelson - True Detective
  - Matthew McConaughey - True Detective
  - Mark Ruffalo - The Normal Heart

### Beste actrice in een miniserie of televisiefilm
- Maggie Gyllenhaal - The Honourable Woman
  - Jessica Lange - American Horror Story: Freak Show
  - Frances McDormand - Olive Kitteridge
  - Frances O'Connor - The Missing
  - Allison Tolman - Fargo

### Beste mannelijke bijrol in een televisieserie, miniserie of televisiefilm
- Matt Bomer - The Normal Heart
  - Alan Cumming - The Good Wife
  - Colin Hanks - Fargo
  - Bill Murray - Olive Kitteridge
  - Jon Voight - Ray Donovan

### Beste vrouwelijke bijrol in een televisieserie, miniserie of televisiefilm
- Joanne Froggatt - Downton Abbey
  - Uzo Aduba - Orange Is the New Black
  - Kathy Bates - American Horror Story: Freak Show
  - Allison Janney - Mom
  - Michelle Monaghan - True Detective

### Series met meerdere nominaties
De volgende series ontvingen meerdere nominaties:
| Nominaties | Serie                             | Awards |
| ---------- | --------------------------------- | ------ |
| 5          | Fargo                             | 2      |
| 4          | True Detective                    |        |
| 3          | House of Cards                    | 1      |
| 3          | Olive Kitteridge                  |        |
| 3          | Orange Is the New Black           |        |
| 3          | The Affair                        | 2      |
| 3          | The Good Wife                     |        |
| 3          | The Normal Heart                  | 1      |
| 2          | American Horror Story: Freak Show |        |
| 2          | Downton Abbey                     | 1      |
| 2          | Girls                             |        |
| 2          | Jane the Virgin                   | 1      |
| 2          | Ray Donovan                       |        |
| 2          | The Missing                       |        |
| 2          | Transparent                       | 2      |